# Sendhil Ramamurthy
Sendhil Ramamurthy, född 17 maj 1974 i Chicago, är en amerikansk skådespelare. Han är bland annat känd från rollen "Dr. Mohinder Suresh" i TV-serien Heroes. Liksom sina två yngre systrar föddes han i Chicago men växte upp i San Antonio. Ramamurthy är gift med skådespelaren Olga Sosnovska och tillsammans har de en dotter.